# Academia Națională de Științe din Azerbaidjan
Academia Națională de Științe din Azerbaidjan (ANAS) (în limba azeră: Azərbaycan Milli Elmlər Akademiyası (AMEA)), situată în Baku, este principalul organizație de stat în domeniul cercetării și principalul organism care desfășoară activități de cercetare și care coordonează activitățile în domeniul științei și a științelor sociale în Azerbaidjan. Acesta a fost înființată pe 23 ianuarie 1945. 

Președintele ANAS este Akif Alizadeh iar secretarul academiei este membrul corespondent Rasim Alguliyev.
O secțiune a ANAS este Centrul Seismic Republican al Academiei Naționale de Științe din Azerbaidjan.

## Istoria
Academia s-a bazat pe Societatea pentru Cercetare și Studii Științifice din Azerbaidjan, care a fost afiliată pentru început Universității de Stat din Baku și mai târziu Academiei de Științe din URSS. În 1945, Consiliului Comisarilor Poporului al URSS a dispus ca societatea să fie reorganizată în Academia de Științe a RSS Azerbaidjan. În primul său an, Academia număra 15 membri, printre ei aflându-se Uzeyir Hajibeyov și Samad Vurgun.
Prezidiul se află în prezent în Palatul Ismailiyya aflat pe strada Istiglaliyyat din centrul orașului Baku.

## Structura
Academia Națională de Științe a Azerbaidjanului este împărțită în 5 departamente (în total sunt afiliate peste 30 de instituții de cercetare și culturale din întreaga țară), și anume:
- Departamentul de Fizică, Matematică și Științe Tehnice
- Departamentul de Științe Chimice
- Departamentul de Științe ale Pământului
- Departamentul de Științe Biologice și Medicale
- Departamentul de Științe Umaniste
- Departamentul de Științe Sociale

Academia are filiale regionale în Ganja, Sheki și Lankaran.

## Membrii
Academia are două niveluri de membru. În prezent, există 57 de membri activi și 104 membri corespondenți. Calitatea de membru este acordată prin vot. Academia acordă, de asemenea, titlul de membru de onoare.

## Președinții

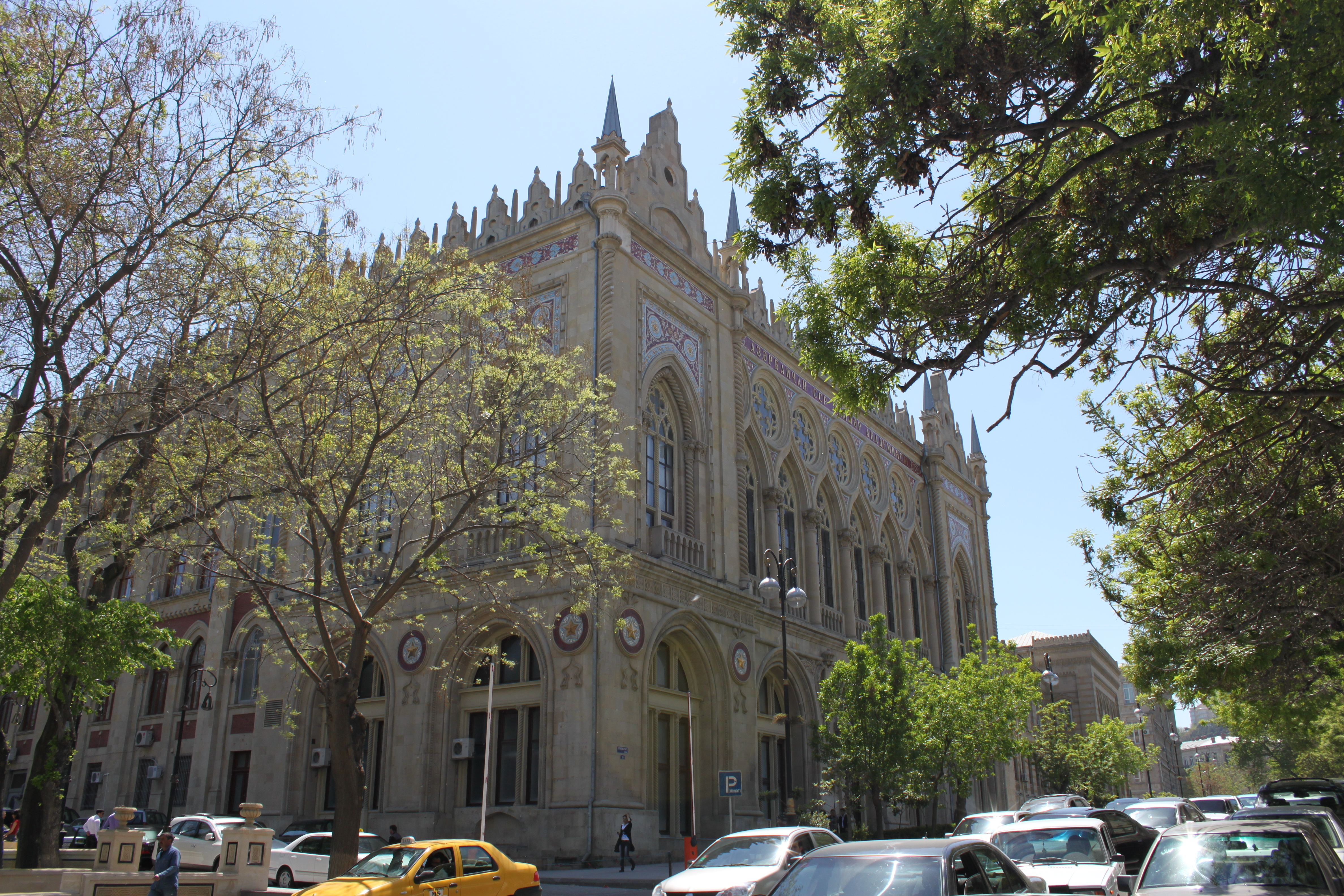
Prezidiul Academiei Nationale este situat pe una dintre cele mai aglomerate străzi din Baku

Principala figură executivă a academie este Președintele Academiei Naționale de Științe a Azerbaidjanului care este ales de membrii Academiei.
| Numele Președintelui    | Perioada mandatului |
| ----------------------- | ------------------- |
| Mir-Asadulla Mirgasimov | 1945-1947           |
| Yusif Mammadaliyev      | 1947-1950 1958-1961 |
| Musa Aliyev             | 1950-1958           |
| Zahid Khalilov          | 1961-1967           |
| Rustam Ismayilov        | 1967-1970           |
| Hasan Abdullayev        | 1970-1983           |
| Eldar Salayev           | 1983-1997           |
| Faramaz Magsudov        | 1997-2000           |
| Mahmud Karimov          | 2000-2013           |
| Akif Alizadeh           | 2013–               |

## Critica
Academia a fost criticată de către mai mulți membri ai Adunării Naționale, în iulie 2012 pentru publicarea unei povești pentru copii numită "Ginerele nedorit", care conținea un limbaj vulgar și scene grafice de incest. Povestea a fost publicată în 2007 în al șaselea volum al unei antologii intitulată "Povești". 

## Afilieri
Academia face parte din Asociația Universităților Caucaziene.